# Noah Oppenheim
Noah D. Oppenheim (New York, 1978) is een Amerikaanse auteur, scenarioschrijver en tv-producent.

## Carrière
Noah Oppenheim studeerde aan The Gregory School in Tucson (Arizona) en Harvard University, waar hij met grote onderscheiding een bachelor behaalde. Na zijn studies belandde hij al snel in de tv-industrie. Zo was hij als producent betrokken bij onder meer de NBC-programma's Mad Money with Jim Cramer, Scarborough Country en Hardball with Chris Matthews. Tijdens zijn periode bij NBC News werkte hij mee aan de verslaggeving rond thema's als de Amerikaanse presidentsverkiezingen, 9/11, de oorlogen in Afghanistan en Irak en de Olympische Winterspelen van 2006. Van 2005 tot 2008 was Oppenheim ook producent van het ochtendpraatprogramma The Today Show.
Naast zijn werk in de tv-industrie is Oppenheim ook actief in de filmindustrie. Zo schreef hij het scenario voor de sciencefictionfilm The Maze Runner (2014), dat gebaseerd werd op de gelijknamige roman van James Dashner. Nadien werkte hij ook mee aan het script van Allegiant (2016), de derde film uit de Divergent-reeks.
Oppenheim schreef ook het scenario voor Jackie (2016), een biografische film die zich focust op het leven van Jacqueline Kennedy Onassis in de dagen na de moord op haar echtgenoot John F. Kennedy. Het script werd door regisseur Pablo Larraín verfilmd met Natalie Portman in de hoofdrol. Op het filmfestival van Venetië leverde Jackie hem de prijs voor beste scenario op.
Tegenwoordig vooral bekend door zijn betrokkenheid bij het Harvey Weinstein schandaal. In het boek van journalist Ronan Farrow, Catch & Kill wordt Oppenheim als kopstuk genoemd in de poging de seksuele schandalen van Weinstein in een doofpot te stoppen. Na publicatie van dit boek legt Oppenheim zijn werk bij de NBC neer.

## Filmografie
Als scenarist
- The Maze Runner (2014)
- Allegiant (2016)
- Jackie (2016)